# Lusitânia de Lourosa Futebol Clube
O Lusitânia de Lourosa Futebol Clube, mais conhecido como Lusitânia de Lourosa, é um clube português sediado na cidade de Lourosa, município de Santa Maria da Feira, em Portugal. É mais conhecido pela sua equipa de futebol profissional, que joga atualmente na Segunda Liga, a 2ª competição mais importante do futebol português.

## História
Foi fundado em 24 de abril de 1924 e mudou diversas vezes de emblema. O seu primeiro desenho era muito semelhante ao de Os Belenenses até que a vila começou a associar os seus jogadores como Leões, pelo que no seu emblema aparece um leão, que está no seu emblema atual. O clube nunca participou na Primeira Liga.
Na época 2013/14, a equipa de seniores participa no Campeonato Nacional de Seniores (antigamente conhecido por IIª Divisão B), na Série D, depois de na época 2012/13 se ter sagrado Campeão Distrital da Associação de Futebol de Aveiro. 
A militar na 1ª divisão da Distrital de Aveiro desde 2016/17, o Lusitânia prepara-se agora para ser campeão nacional do distrito de Aveiro, em 2017/18, e assim voltar ao Campeonato Nacional de Seniores.

## Histórico
| Competição       | Presenças | Títulos                                                      |
| ---------------- | --------- | ------------------------------------------------------------ |
| 1 liga           | 0         |                                                              |
| 2 liga           | 0         |                                                              |
| Liga 3           | 3         | Campeão em 2024/25                                           |
| 2ªB              | 25        |                                                              |
| 3ª               | 23        | Campeão da 3ª divisão época 1972/73                          |
| Taça de Portugal | 51        | derrotado nas meias finais pelo Sporting CP na época 1993/94 |
| Taça da Liga     | 0         |                                                              |

## Estádio

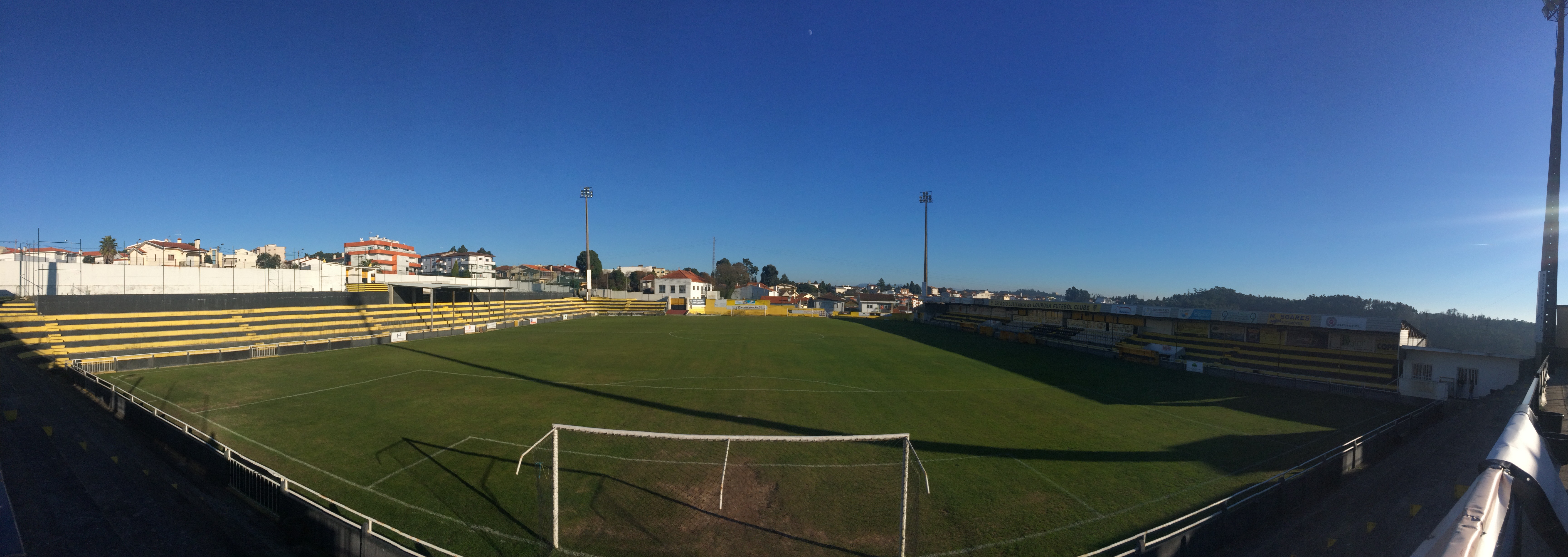
Panorama do Estádio do Lusitânia de Lourosa FC.

A equipa efetua os seus jogos em casa no Estádio do Lusitânia de Lourosa FC que até à época 2024/25 possuía uma capacidade para cerca de 8 mil espectadores, sendo maioritariamente lugares em pé e não marcados. Contudo, com a promoção à Segunda Liga, o clube viu-se obrigado a efetuar obras de fundo no recinto, de modo a receber partidas profissionais, que resultou numa redução para 4 900 lugares sentados.
Nos jogo da distrital de Aveiro já é uma naturalidade apresentar boas casas, mas o Lusitânia consegue elevar o nível com várias casas com uma lotação perto dos 10 mil espectadores. As rivalidades e a força da massa associativa das equipas do distrito de Aveiro criam ambientes de Primeira Liga. Para se ter uma ideia na época de 2023/24 o Lusitânia de Lourosa conseguiu ficar em 19º no ranking nacional com uma média de 2 595 espectadores na Liga 3, apresentando números superiores a Portimonense e Arouca da Primeira Liga.
Em termos de infraestruturas, o clube dispõem da Academia Forte Paixão para a formação de jovens, tendo para já um campo de futebol com o projeto a contempla até 3 campos relvados.

## Rivalidades
Este clube apresenta rivalidade com o CF União de Lamas sendo que este jogo considerado um dos maiores apaixonantes dérbis de Portugal sendo assistido por milhares de pessoas tanto em Lourosa como em Santa Maria de Lamas e desde que começou a rivalidade houve vários episódios caricatos de parte a parte. Apresenta também rivalidades com outros clubes do concelho.
A Armada Lusitana é a claque do Lusitânia que vive intensamente e apimentam ainda mais o desporto rei história do futebol.

## Palmarés
- 1 - Liga 3 - 2024/25
- 1 -  III DIVISÃO - 1972/73
- 6 - AF AVEIRO CAMPEONATO DE ELITE - 1961/62, 1963/64, 1964/65, 2004/05, 2012/13, 2017/18.
- 1 - AF AVEIRO 2ª DIVISÃO - 1965/66.
- 2 - AF AVEIRO SUPERTAÇA -  2012/13, 2017/18